# 福祿壽 (日本神祇)

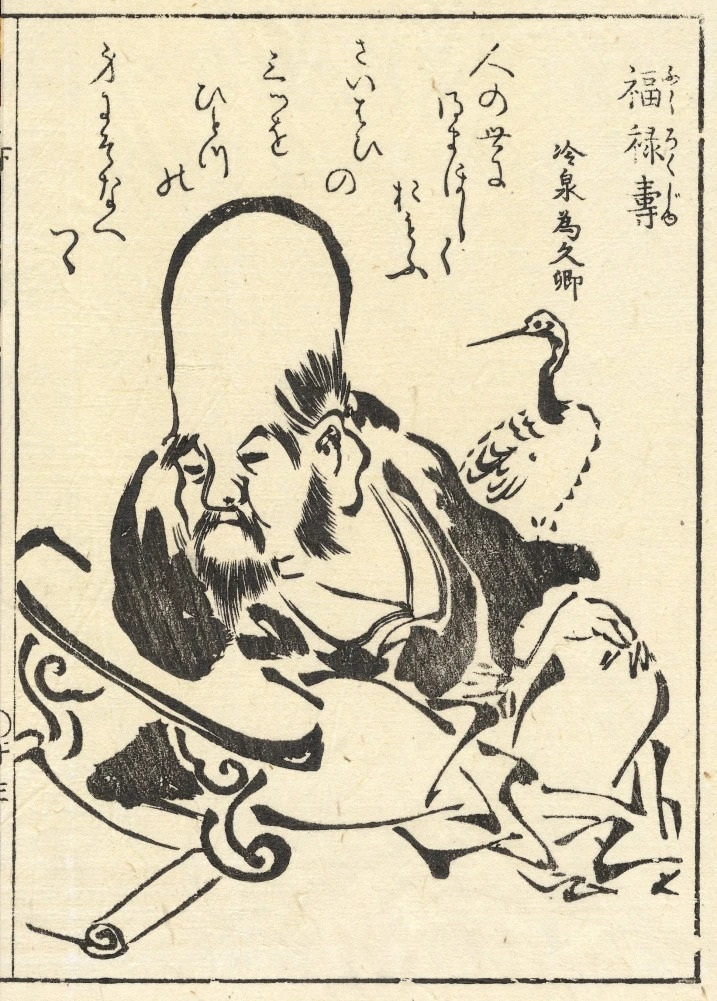
福祿壽、橘守國畫

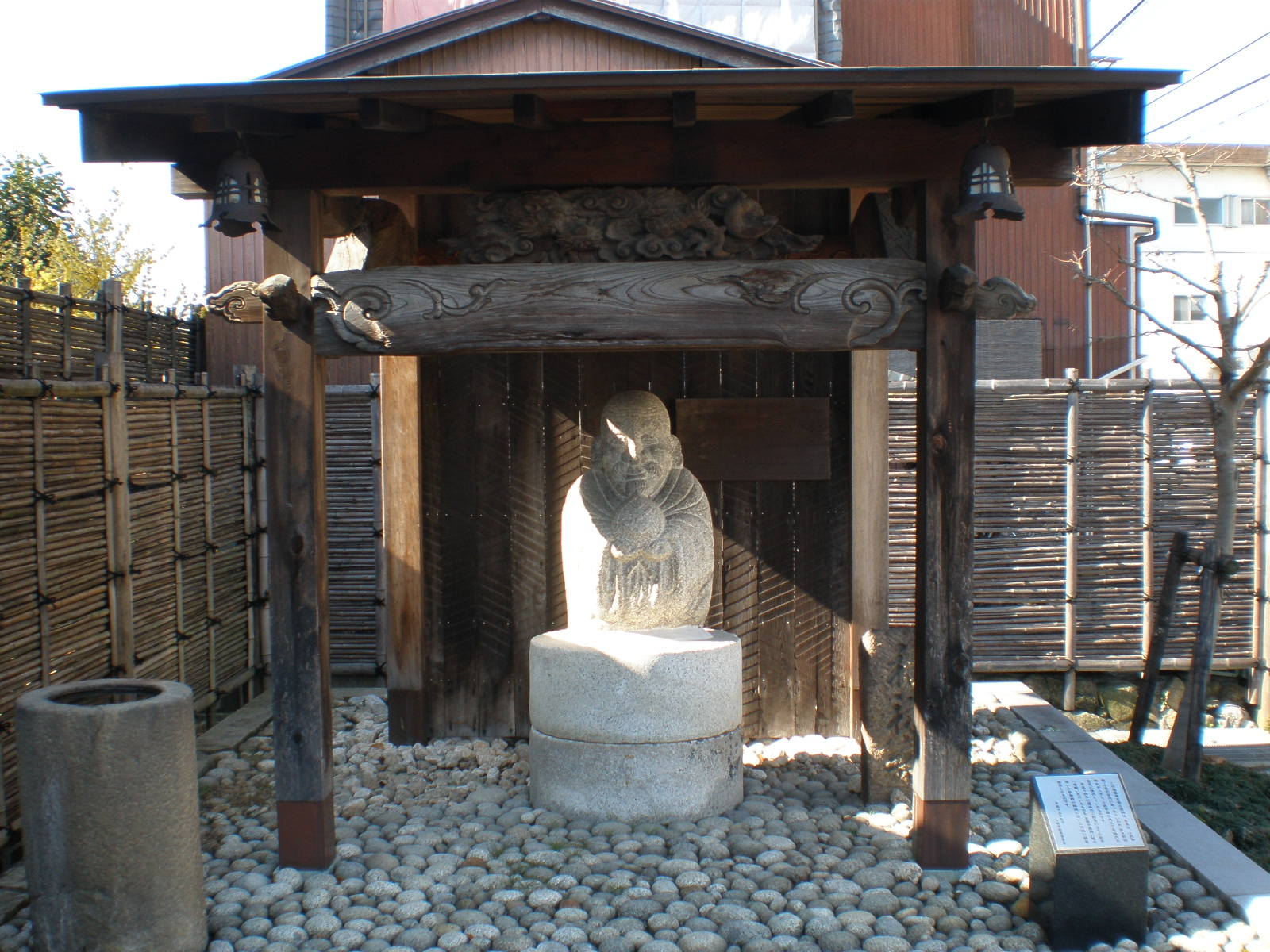
福祿壽石像（愛知縣小牧市）

福祿壽（ふくろくじゅ）是七福神之一，來自於中國道教的福祿壽三仙。道教中的3種願望，即幸福（財富）、祿命（子孫）、長壽（健康）之三德的具現化。也被混淆侷限，視為和七福神的壽老人同體、異名之神。也稱作福祿人（ふくろくじん）。
形象身材矮小、長頭、長鬍鬚，手持杖、經卷，伴隨著鶴。